# The Bell Curve
The Bell Curve – kontrowersyjny bestseller z 1994 autorstwa profesora Harvardu Richarda J. Herrnsteina i Charlesa Murraya z American Enterprise Institute. Głównym twierdzeniem jest uznanie inteligencji mierzonej testami za lepszy wskaźnik zarobków, powodzenia w pracy, niechcianej ciąży i przestępczości niż status socjoekonomiczny rodziców czy ich wykształcenie. Stwierdzone jest w niej też, że ludzie z wysoką inteligencją stają się odseparowani od reszty populacji ludzi z inteligencją średnią lub poniżej średniej i że jest to niebezpieczny trend. Największe kontrowersje wywołały rozdziały 13 i 14, w których autorzy twierdzą, że zależność inteligencji od rasy jest genetyczna i omawiają tego następstwa.
Wnioski zawarte w książce są wyprowadzone z badań przeprowadzonych przez innych autorów. Według Leona J. Kamina, Murray osobiście nie jest ekspertem w testowaniu inteligencji.
Tytuł książki pochodzi od rozkładu normalnego wyników testów inteligencji, który ma kształt dzwonu. 
Krótko po publikacji odezwały się głosy krytyki, a także obrony książki. Część krytyków określała ją i jej autorów jako popierających rasizm naukowy. Napisano w odpowiedzi książki z krytyką, w tym The Bell Curve Debate, zawierająca eseje odpowiadające na kontrowersyjne zagadnienia podniesione w The Bell Curve.